# Microregione di Frutal
Frutal è una microregione del Minas Gerais in Brasile, appartenente alla mesoregione di Triângulo Mineiro e Alto Paranaíba.

## Comuni
È suddivisa in 12 comuni:
- Campina Verde
- Carneirinho
- Comendador Gomes
- Fronteira
- Frutal
- Itapagipe
- Iturama
- Limeira do Oeste
- Pirajuba
- Planura
- São Francisco de Sales
- União de Minas